# Нора Ефрон
Нора Ефрон (англ. Nora Ephron, нар. 19 травня 1941 Нью-Йорк — пом.26 червня 2012 Нью-Йорк) — американська кінорежисерка, кінопродюсерка, сценаристка, письменниця, драматургиня, журналістка та блогерка.

## Життєпис
Нора народилася у Нью-Йорку 19 травня 1941 в сім'ї сценаристів Феби і Генрі Ефронів.
Нора Ефрон — кінодраматург у другому поколінні. Перший професійний досвід отримала, будучи інтерном в Білому домі, коли там господарював Джон Ф. Кеннеді. Потім були відповідальний пост «дівчинки на побігеньках» в «Newsweek», уїдлива сатирична колонка в «New York Post» і робота в інших престижних виданнях, результатом якої стали три бестселер-компіляції її нотаток про секс, їжу і рідний Нью-Йорк. На початку 1970-их Ефрон отримує перший сценарний досвід, беручи участь у створенні «Всієї президентської раті» зі своїм другим чоловіком Карлом Бернштейном — тим самим журналістом, який спільно з колегою Бобом Вудвордом «розкопав» історію незаконної прослушки передвиборного штабу демократів, відому під кодовою назвою «Вотергейт». Від їх версії Warner Bros. відмовляється, але Ефрон розуміє, що їй є що сказати і на цьому шляху. Нора починає працювати на телебаченні, а пізніше переходить на великий екран. Дебютна робота в кіно — сценарій «Сілквуд» приносить номінацію на «Оскар», першу з трьох («Сілквуд», «Коли Гаррі зустрів Саллі» та «Несплячі в Сієтлі») її невдалих спроб отримати головну «кінопозолоту» американського кіно. У 1990-ті Нора Ефрон — вже режисер улюблених в усьому світі романтичних комедій «Несплячі в Сієтлі» і «Вам лист».
Іноді вона писала разом і своєю сестрою Делією Ефрон. Останній її фільм мав назву «Джулі та Джулія». Ефрон була співавтором театральної постановки «Кохання, втрата й що я носила», яка отримала премію «Драма Деск».
Ефрон до кінця приховувала, що тяжко хвора (діагноз — лейкемія був поставлений у 2006 році), через що звістка про її смерть прозвучало громом серед ясного голлівудського неба. Нору Ефрон померла на 71-ому році життя, після тривалої хвороби на лейкемію.